# Irina Kulikova
Irina Kulikova (Slobodskoj, 6 agosto 1991) è una modella russa.

## Carriera
Nel 2006 viene scoperta dall'attrice Liv Tyler e da uno scout della IMG Models durante una cena in un ristorante di Mosca; viene invitata immediatamente a New York per la settimana della moda.
Nel 2007 appare diverse volte negli editoriali della rivista Teen Vogue e a febbraio debutta in esclusiva per Calvin Klein nelle sfilate della collezione autunnale. Nello stesso mese apre la sfilata di Prada a Milano, diventando così una delle modelle più in vista della stagione. A marzo viene scelta da Olivier Theyskens per aprire la sua prima collezione per Nina Ricci a Parigi, dove inoltre chiude gli show di Louis Vuitton e Yves Saint Laurent. 
Style.com la classifica come stella nascente nell'autunno del 2007. A giugno appare in un editoriale di W, fotografata da Craig McDean. Il mese successivo compare nell'editoriale chiamato Rehab di Vogue Italia, fotografata da Steven Meisel.
Nel 2008 appare nella campagna pubblicitaria di Prada, fotografata da Steven Meisel, e diventa il nuovo volto per la collezione di Jil Stuart. A gennaio appare in un editoriale di V, fotografata da Mario Sorrenti. A febbraio apre le sfilate di Donna Karan, Marc Jacobs, John Galliano, Rue du Mail e Sonia Rykiel a New York e Parigi; mentre chiude gli show di Peter Som, Proenza Schouler e Viktor & Rolf. Nello stesso mese, insieme alla collega Lara Stone, è la protagonista di un editoriale di Vogue Italia, fotografata ancora una volta da Mario Sorrenti. Ad aprile compare in un editoriale di Vogue Cina, fotografata da Lachlan Bailey. A maggio sfila a Miami per Chanel e a New York per Vera Wang e Prada.
Ad agosto compare nuovamente in un editoriale di Vogue Cina, fotografata questa volta da Regan Cameron. A settembre viene definita top model da Vogue Russia.
A settembre apre gli show di BCBG Max Azria, Monique Lhuiller e Christian Dior a New York e Parigi; chiude le sfilate di Vera Wang, Sportmax, Giambattista Valli e John Galliano. Ad ottobre compare in un editoriale di i-D, fotografata da Vanina Sorrenti.
Nel 2009 diventa il volto di Sportmax con la collega Heloise Guerin. A gennaio compare negli editoriali di Harper's Bazaar e Numéro Giappone. A febbraio ottiene la copertina della versione russa di Harper's Bazaar. A giugno appare in un editoriale di Vogue, fotografata da Arthur Elgort. Viene fotografata da Juergen Teller per Marc Jacobs e da Steven Meisel per Mulberry.

## Agenzie
- IMG Models - New York, Parigi, Londra, Milano